# 東尋坊

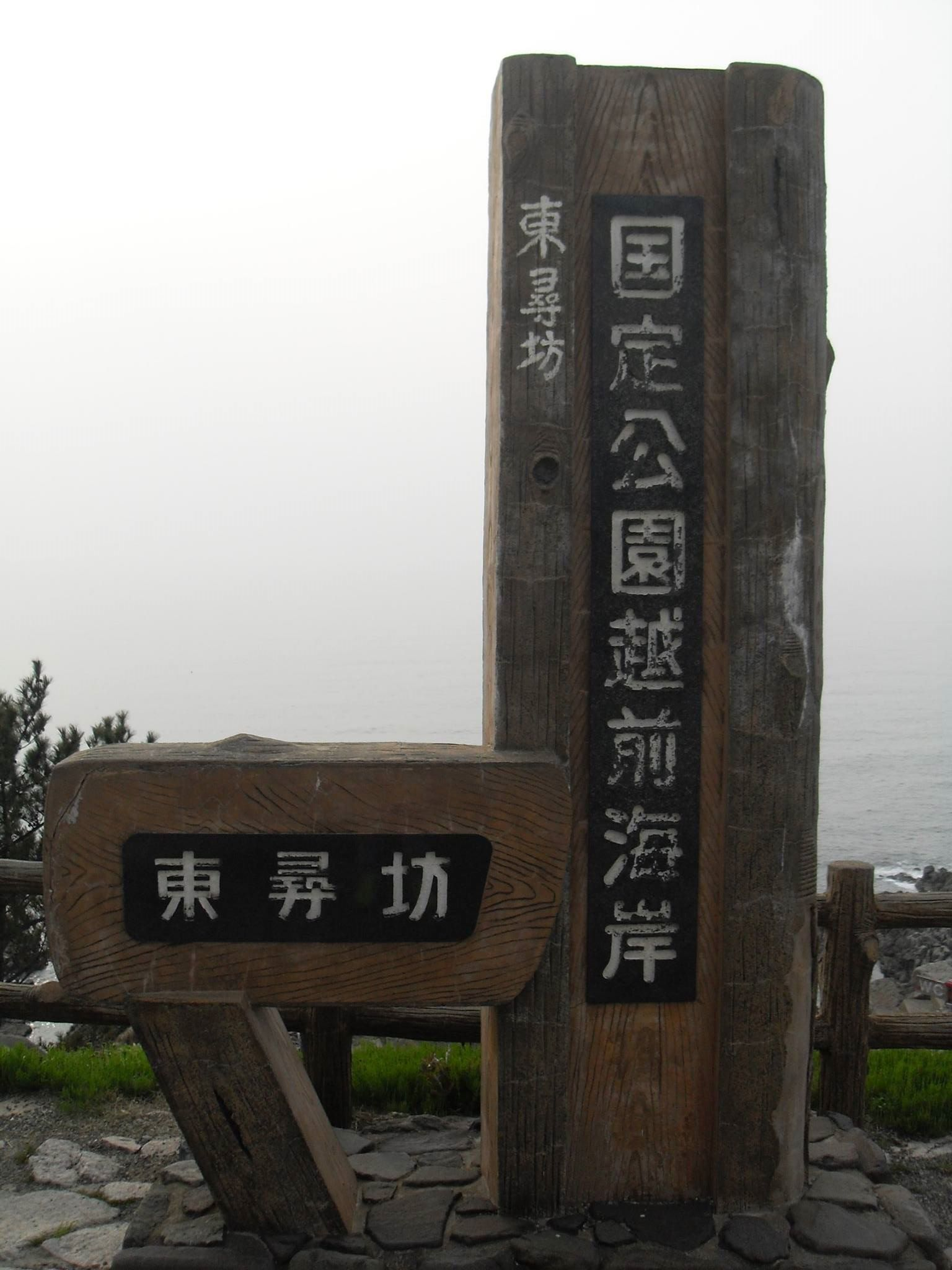
東尋坊標示牌

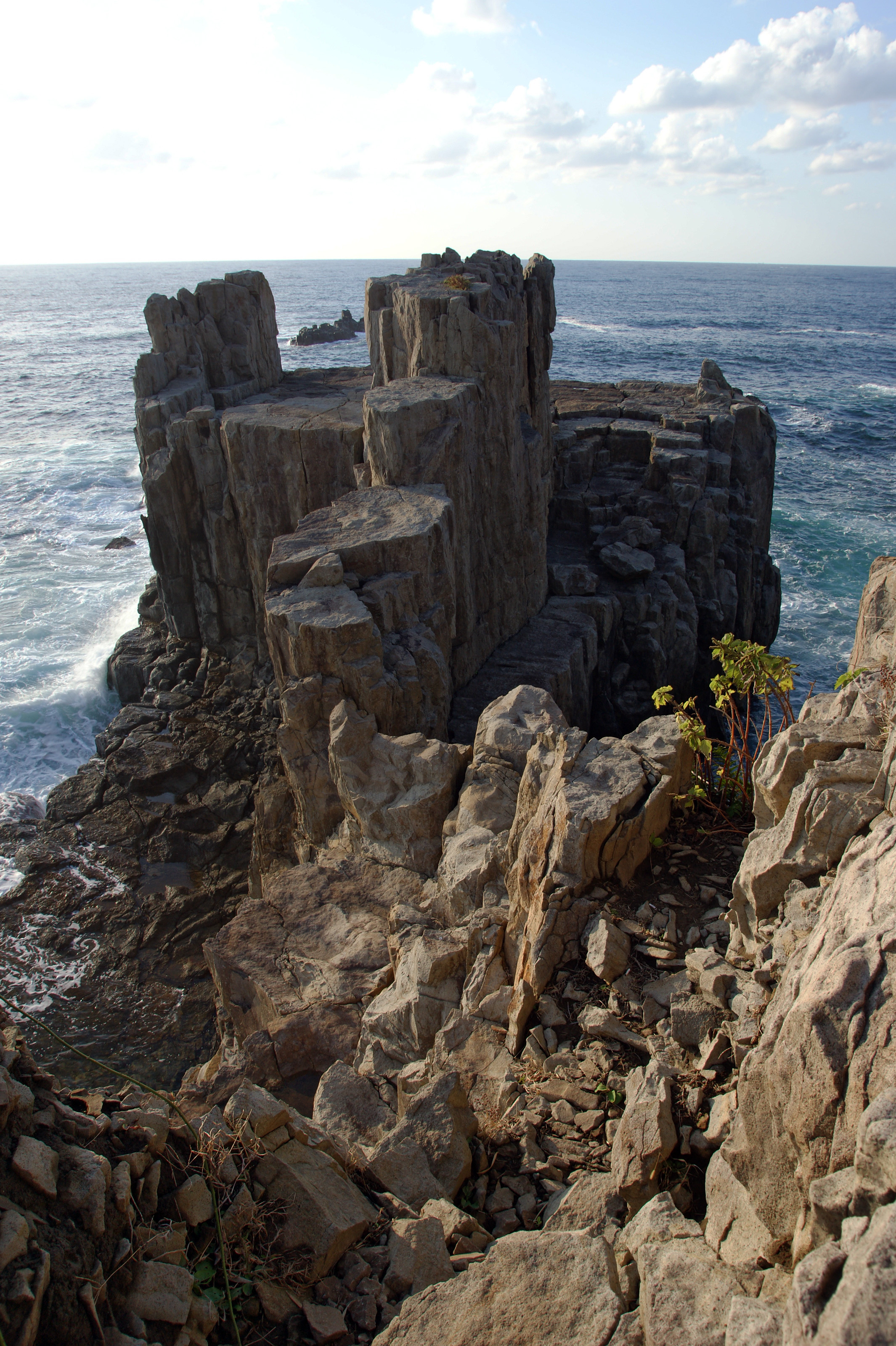
東尋坊內的「三段岩」。

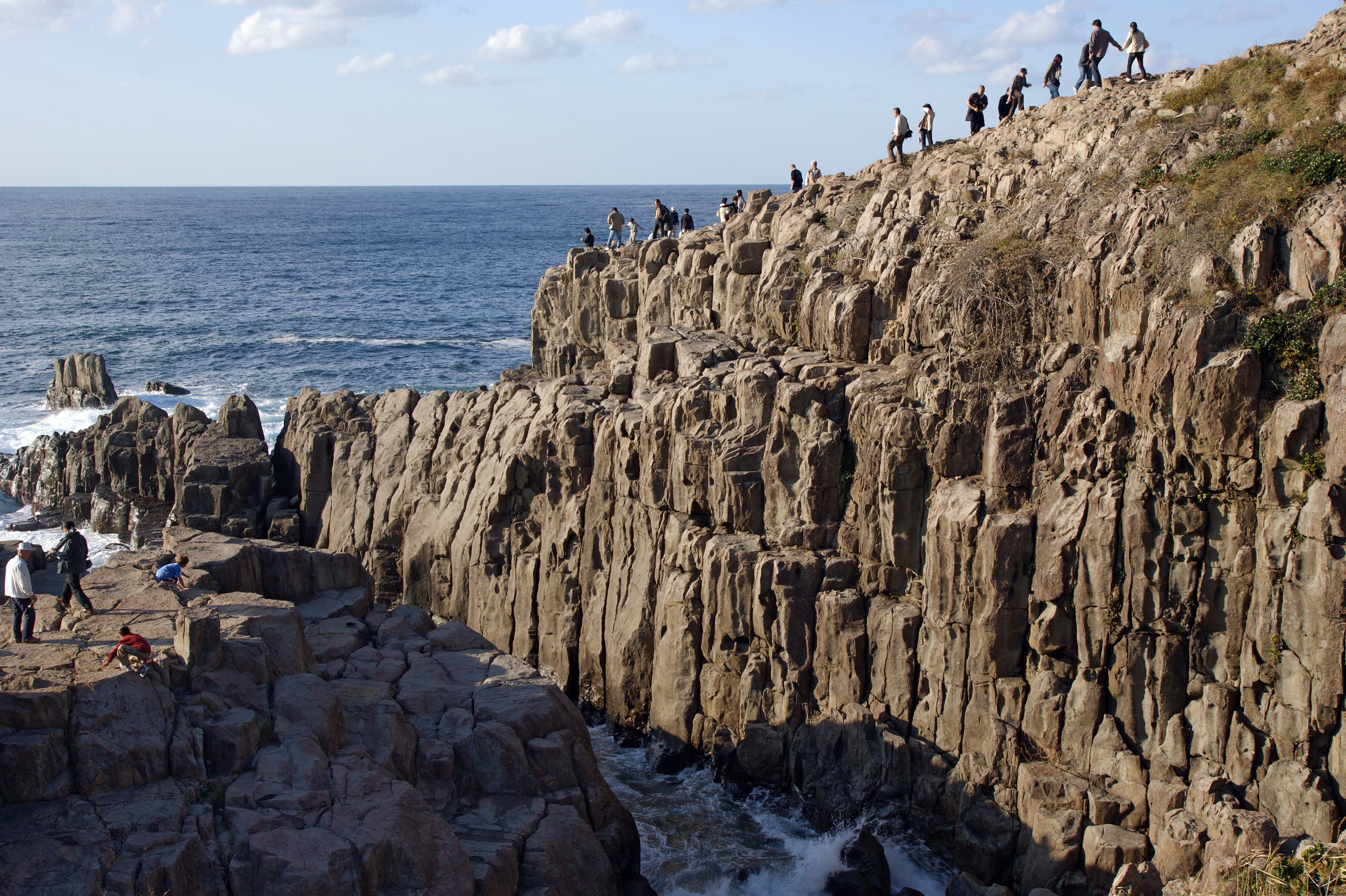
完全沒有築建圍欄的「屏風岩」，不少遊人均會走近崖邊看風景。

東尋坊（日语：／ Tōjinbō）是一個地理景觀獨特的海崖，位於日本福井縣坂井市三國町安島，屬於越前加賀海岸國定公園的一部份。

## 特徵
此處的地質主要為安山岩，受經年累月的海蝕作用而形成懸崖峭壁，高度約25至50公尺左右，兩端總長度更超過1公里。從崖壁斷面可見到清晰的安山岩柱狀節理。有如此規模的地理景觀目前在全世界只有3處，另兩處在朝鮮的金剛山及挪威的西部海岸。

## 來源
東尋坊之名來自於過去的一個傳說：平安時代末年有一個名叫「東尋坊」的平泉寺（位於福井縣勝山市）僧侶，自恃力大無窮，因而常對人粗暴無禮，為所欲為，作威作福，寺內其他僧侶都不值其所為，但礙於沒有人能將他打贏，一直以來都敢怒卻不敢言。有一次，東尋坊遇見一位心儀的姑娘，另一方面同寺內另一位名叫真柄覺念的僧侶也喜歡這位姑娘，寺內各人知道後，便打算設計加害東尋坊。
壽永元年（1182年）4月5日，有僧侶誘約東尋坊於三國海邊（即現址）暢飲，東尋坊未防有詐前往，並喝至暈醉，這時真柄覺念出現，與其他僧侶將東尋坊推下懸崖。本來晴朗的天空突然變色，暴風驟雨突至，海面也翻起了狂潮大浪，真柄覺念也被這場大風和大浪捲入至海底，惡劣天氣維持了四十多天，自此以後每年相同時期，三國港一帶都出現這樣的天氣突變，狂風暴浪一直向平泉寺方向吹，當地漁民往往不能出海作業，居民和寺內僧侶都認定是東尋坊的怨魂不散，縱然取了真柄覺念填命還不嫌夠，有人提議到福井東光寺（現位於福井市豐島2丁目）找長老祥雲法師來超渡。法師來到岸邊，寫了一首詩，內容為：

「好圖見性到心清

　迷則平泉不太平

　北海漫漫風浪靜

　東尋何敢礙舟行」
祥雲法師將詩投入海中，從此以後便風平浪靜，後人逐將此地取名東尋坊。
雖然傳說中的殺人事件讓此處蒙上了灰暗的陰霾，但真正使東尋坊擺脫不掉陰森恐怖的是每年不斷發生的跳海自殺事件，日本國內不少文學、推理或靈異小說作品等，都愛將東尋坊比喻為怨念聚集的地方，不斷為這地點加添很多神秘和灰暗的形象，然而當地政府卻一直基於保存天然外觀，除了位於公園入口的平台、觀景台廣場周邊、和通往懸崖底觀光船碼頭及其沿路是加裝了圍欄外，其他四周範圍內的峭壁及海邊均一律不裝設任何圍柵，亦只有部份通往峭壁邊的小路才會稍作修建石板小路，任何人根本非常容易便可走近懸崖峭壁和海岸線。且外，公園內設有多條小徑，可通往不同的縣崖邊或海邊，部份亦相當隱閉，這都令東尋坊成為日本最著名的自殺地點之一；其中全長超過4公里，沿海岸線築建至2公里外「雄島」的「荒磯遊步道」，更是最多輕生者選擇的地點，一直以來，均流傳著許多繪聲繪影的靈異傳說。

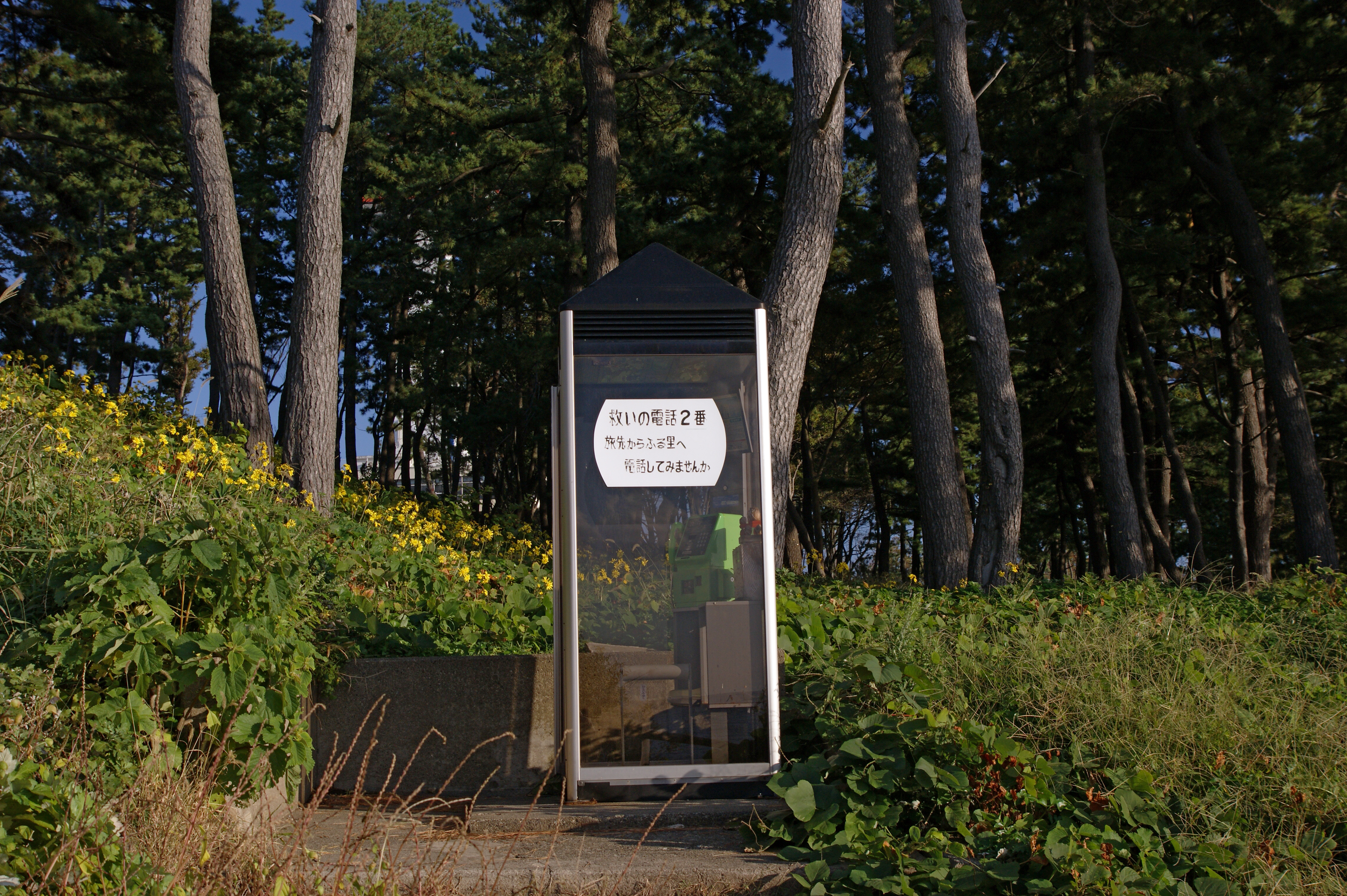
在公園內的小徑上所設置的「生命電話」。

儘管如此，東尋坊每天仍吸引眾多慕名到訪的遊客，很多人亦不介意冒險，取道一些沒經過修建的路徑走到懸崖最邊沿位置去觀看風景。為此，海岸公園內每天均有穿著制服的職員和穿著便服的志願工作者，在各小徑及遊客聚集的地方穿梳巡邏，公園範圍內亦豎立了一些勸勉珍惜生命的標語，並且罕有地沿途設置了多個公眾電話亭，暱稱「生命電話」，供有輕生意圖的人士可以在最後關頭，因藉著找到傾訴途徑或能夠再次冷靜下來時放棄自殺念頭。這些電話亭皆由當地居民、自願機構或善心人士等每日打理，電話亭內更放備10日圓硬幣、電話卡、心意字條、求助電話號碼、宗教書籍，甚至是香煙、成人小說等物品。部份電話只要拿起聽筒，不投幣便自動駁至警署或輔導熱線等。

## 周邊觀光設施
- 東尋坊觀光塔（東尋坊タワー）：高55米，離水平100米，可一覽整個越前海岸公園，亦可觀看後方的白山連峰（日语：白山連峰），塔內擺放了布袋和尚及觀音像，並打造為情侶祝福及結姻綠之地[4]。
- 荒磯遊步道：沿海岸修建而成，長4公里的漫步徑，可連接至雄島，沿途放置了一些文學作品的詩句碑文。
- 越前松島：小漁村，岸邊散聚很多細小島嶼，因海岸岩石不斷被海水所衝擊及侵蝕，形成了各式各樣的岩洞而聞名，沿荒磯遊步道可以近距離觀賞，附近也設立了一座水族館。
- 雄島：與東尋坊有相同的地質，島上長有不少紅楠和白新木薑子[5]。

## 公共交通
現時能直接前往東尋坊的只有京福巴士的89號「東尋坊」路線 （页面存档备份，存于）及3班87號路線，總站位於JR西日本北陸本線的蘆原溫泉站及越前鐵道三國蘆原線的三國站，而越前鐵道的蘆原湯之町站及三國港站亦設有分站，由蘆原溫泉站起的車程約為35-40分鐘；蘆原湯之町站為22-25分鐘；由三國站則為10分鐘；由三國港站則只需5分鐘。
由於越前鐵道只能在JR福井站轉乘，較適合由近畿或中國、四國地方出發的遊客；而由關東或北陸地方出發、或持有日本鐵路周遊券的，蘆原溫泉站則較為合適，因頟外車費相對較少，而且站外也設有京福巴士櫃位，可購買一天或兩天「東尋坊／永平寺」放題乘車券。
蘆原溫泉站與福井站在北陸本線上，同為特急列車全停車站。

## 相關題材
日本女演歌歌手水森香織於2002推出了單曲《東尋坊》，是她爆紅前的最後一張單曲唱片。歌詞採用一般演歌慣常的男女戀愛及後來分開而感到悲痛的題裁，亦稍有描繪了東尋坊的風景，全曲意景雖然是傷痛，但並沒有帶任何絕望或想輕生的心態。
香港歌手林一峰於2009年的國語專輯「思路」中，歌曲《心雪》的靈感來自東尋坊斷崖上的一個電話亭，裡面貼有一張字條：「請在你離開之前，致電你的至親。」該段文字亦有放在唱片歌詞部份後段及官方MV版本中。

## 關連項目
- 名勝
- 日本地質百選

## 外部連結
- 東尋坊觀光協會 （页面存档备份，存于）
- 三國町觀光協會 （页面存档备份，存于）
- 東尋坊觀光塔公式網站 （页面存档备份，存于）
- 「越前觀光網」中的東尋坊簡介